# LA Galaxy 2021
Questa voce raccoglie le informazioni riguardanti il LA Galaxy nelle competizioni ufficiali della stagione 2021.

## Maglie e sponsor
Lo sponsor tecnico è Adidas e il main sponsor Herbalife.
| Casa | trasferta |

## Organigramma societario

### Staff tecnico
Di seguito lo staff tecnico del Los Angeles Galaxy aggiornato al 5 febbraio 2021.
- Dennis te Kloese - Direttore sportivo
- Jovan Kirovski - Direttore tecnico
- Greg Vanney - Allenatore
- Dan Calichman - Allenatore in seconda
- Nick Theslof - Allenatore in seconda
- Jason Bent - Allenatore in seconda
- Kevin Hartman - Allenatore dei portieri
- Phil Hayward - Preparatore atletico

## Rosa
Di seguito la rosa del Los Angeles Galaxy aggiornata al 7 luglio 2021.
| N. |                        | Ruolo | Calciatore          |
| -- | ---------------------- | ----- | ------------------- |
| 1  | Inghilterra (bandiera) | P     | Jonathan Bond       |
| 2  | Stati Uniti (bandiera) | D     | Julián Araujo       |
| 3  | Irlanda (bandiera)     | D     | Derrick Williams    |
| 4  | Francia (bandiera)     | D     | Séga Coulibaly      |
| 5  | Stati Uniti (bandiera) | D     | Daniel Steres       |
| 6  | Madagascar (bandiera)  | C     | Rayan Raveloson     |
| 7  | Spagna (bandiera)      | C     | Víctor Vázquez      |
| 8  | Messico (bandiera)     | C     | Jonathan dos Santos |
| 9  | Francia (bandiera)     | C     | Kévin Cabral        |
| 11 | Francia (bandiera)     | C     | Samuel Grandsir     |
| 12 | Stati Uniti (bandiera) | P     | Eric Lopez          |
| 14 | Messico (bandiera)     | A     | Javier Hernández    |
| 15 | Finlandia (bandiera)   | D     | Niko Hämäläinen     |
| 16 | Stati Uniti (bandiera) | C     | Sacha Kljestan      |
| 17 | Stati Uniti (bandiera) | C     | Sebastian Lletget   |
| 18 | Stati Uniti (bandiera) | P     | Justin Vom Steeg    |
| 19 | Stati Uniti (bandiera) | D     | Jorge Villafaña     |

| N. |                         | Ruolo | Calciatore         |
| -- | ----------------------- | ----- | ------------------ |
| 20 | Stati Uniti (bandiera)  | D     | Nick DePuy         |
| 21 | Costa Rica (bandiera)   | D     | Giancarlo González |
| 24 | Stati Uniti (bandiera)  | C     | Danilo Acosta      |
| 26 | Messico (bandiera)      | C     | Efraín Álvarez     |
| 28 | Stati Uniti (bandiera)  | C     | Kai Koreniuk       |
| 29 | Stati Uniti (bandiera)  | A     | Ethan Zubak        |
| 33 | Stati Uniti (bandiera)  | P     | Jonathan Klinsmann |
| 37 | Stati Uniti (bandiera)  | C     | Daniel Aguirre     |
| 43 | Stati Uniti (bandiera)  | C     | Adam Saldaña       |
| 44 | Stati Uniti (bandiera)  | D     | Jalen Neal         |
| 48 | Sierra Leone (bandiera) | A     | Augustine Williams |
| 56 | Messico (bandiera)      | C     | Jonathan Pérez     |
| 60 | Stati Uniti (bandiera)  | A     | Cameron Dunbar     |
| 67 | Panama (bandiera)       | C     | Carlos Harvey      |
| 74 | Stati Uniti (bandiera)  | D     | Marcus Ferkranus   |
| 91 | Giamaica (bandiera)     | D     | Oniel Fisher       |
| 99 | Serbia (bandiera)       | A     | Dejan Joveljić     |

## Calciomercato

### Sessione invernale
| Acquisti | Acquisti         | Acquisti         | Acquisti   |
| R.       | Nome             | da               | Modalità   |
| -------- | ---------------- | ---------------- | ---------- |
| P        | Jonathan Bond    | West Bromwich    | definitivo |
| D        | Jalen Neal       | Ventura County   | definitivo |
| D        | Markus Ferkranus | Ventura County   | definitivo |
| D        | Oniel Fisher     | D.C. United      | definitivo |
| D        | Jorge Villafaña  | Portland Timbers | definitivo |
| D        | Derrick Williams | Blackburn        | definitivo |
| C        | Kévin Cabral     | Valenciennes     | definitivo |
| C        | Samuel Grandsir  | Monaco           | definitivo |
| C        | Carlos Harvey    | Tauro            | definitivo |
| C        | Adam Saldana     | Ventura County   | definitivo |
| C        | Víctor Vázquez   |                  | definitivo |

| Cessioni | Cessioni       | Cessioni         | Cessioni      |
| R.       | Nome           | a                | Modalità      |
| -------- | -------------- | ---------------- | ------------- |
| D        | Rolf Feltscher | Kickers Würzburg | definitivo    |
| C        | Joe Corona     | Austin FC        | definitivo    |
| C        | Emil Cuello    | San Antonio FC   | definitivo    |
| C        | Perry Kitchen  | Columbus Crew    | definitivo    |
| A        | Yony González  | Benfica          | fine prestito |

### A stagione in corso
| Acquisti | Acquisti        | Acquisti              | Acquisti    |
| R.       | Nome            | da                    | Modalità    |
| -------- | --------------- | --------------------- | ----------- |
| D        | Séga Coulibaly  | Nancy                 | definitivo  |
| D        | Niko Hämäläinen | QPR                   | in prestito |
| c        | Rayan Raveloson | Troyes                | definitivo  |
| A        | Dejan Joveljić  | Eintracht Francoforte | definitivo  |

| Cessioni | Cessioni           | Cessioni    | Cessioni   |
| R.       | Nome               | a           | Modalità   |
| -------- | ------------------ | ----------- | ---------- |
| D        | Giancarlo González | Alajuelense | definitivo |

## Risultati

### MLS
La MLS non adotta il sistema a due gironi, uno di andata e uno di ritorno, tipico in Europa per i campionati di calcio, ma un calendario di tipo sbilanciato. Nel 2021 il LA Galaxy disputa due gare (andata e ritorno) contro sette squadre della propria conference, tre gare contro le altre sei squadre della propria conference, più due gare con altrettante squadre della Western Conference.
| Arbitro: | C. Penso |

|                          |           |                                    |
| Robinson 47’ Higuaín 67’ | Marcatori | 62’, 73’ J. Hernández 81’ Kljestan |

| Arbitro: | V. Rivas |

|                           |           |                         |
| J. Hernández 9’, 41’, 60’ | Marcatori | 23’ Gutman 63’ Casseres |

| Arbitro: | J. Marrufo |

|                              |           |  |
| Ruidiaz 20’, 90+4’ Smith 23’ | Marcatori |  |

| Arbitro: | A. Chapman |

|                                    |           |           |
| J. Hernández 11’ J. dos Santos 79’ | Marcatori | 62’ Rossi |

| Arbitro: | K. Stott |

|                              |           |  |
| Lletget 35’ J. Hernández 77’ | Marcatori |  |

| Arbitro: | A. Kelly |

|                                 |           |  |
| Mora 47’ (60) Valeri 69’ (rig.) | Marcatori |  |

| Arbitro: | J. Dickerson |

|                   |           |  |
| Beason 70’ (aut.) | Marcatori |  |

| Arbitro: | D. Fisher |

|              |           |                       |
| Kljestan 21’ | Marcatori | 41’ Gómez 49’ Ruidiaz |

| Arbitro: | T. Penso |

|             |           |                                |
| Bikel 90+2’ | Marcatori | 47’ J. Hernández 90+3’ Álvarez |

| Arbitro: | A. Villarreal |

|            |           |                                            |
| Cowell 82’ | Marcatori | 11’, 50’ J. Hernández 70’ (aut.) Jungwirth |

| Arbitro: | A. Chilowicz |

|  |           |                           |
|  | Marcatori | 81’ Russell 90+5’ Shelton |

| Arbitro: | A. Kelly |

|                                    |           |          |
| Raveloson 17’ Cabral 27’ Zubak 51’ | Marcatori | 71’ Jara |

| Arbitro: | I. Pekmic |

|                        |           |              |
| Caicedo 48’ Dájome 77’ | Marcatori | 5’ Raveloson |

| Sandy 21 luglio 2021 14ª giornata                                               | LA Galaxy | 2 – 2 referto       | Real Salt Lake | Rio Tinto Stadium |
| \| \| \| \| \| Vázquez 33’ Raveloson 77’ \| Marcatori \| 9’ Rusnák 26’ Chang \| |           |                     |                |                   |
|                                                                                 |           |                     |                |                   |
| Vázquez 33’ Raveloson 77’                                                       | Marcatori | 9’ Rusnák 26’ Chang |                |                   |

| Arbitro: | S. Petrescu |

|                               |           |  |
| Pepi 27’, 44’, 50’ Obrian 88’ | Marcatori |  |

| Arbitro: | R. Sibiga |

|                                                     |           |              |
| Raveloson 27’ Vázquez 34’ Kljestan 53’ Grandsir 56’ | Marcatori | 29’ Ebobisse |

| Arbitro: | N. Saghafi |

|  |           |             |
|  | Marcatori | 53’ Álvarez |

| Arbitro: | B. Toledo |

|            |           |                 |
| Cabral 32’ | Marcatori | 50’ Veselinović |

| Arbitro: | J. Dickerson |

|  |           |            |
|  | Marcatori | 43’ Cabral |

| Arbitro: | S. Petrescu |

|               |           |                           |
| Raveloson 34’ | Marcatori | 13’ Lewis 73’ Shinyashiki |

| Arbitro: | A. Villarreal |

|             |           |                                    |
| Vázquez 65’ | Marcatori | 52’ Ebobisse 71’ (aut.) Hämäläinen |

| Arbitro: | A. Chapman |

|                               |           |                              |
| Arango 44’ Rodríguez 58’, 66’ | Marcatori | 20’, 64’ Joveljić 86’ Cabral |

| Arbitro: | R. Mendoza |

|             |           |              |
| Barrios 66’ | Marcatori | 80’ Grandsir |

| Arbitro: | K. Stott |

|                  |           |             |
| J. Hernández 61’ | Marcatori | 13’ Picault |

| Arbitro: | J. Marrufo |

|                            |           |  |
| Reynoso 4’, 20’ Finlay 66’ | Marcatori |  |

| Arbitro: | G. Gonzalez |

|                          |           |  |
| Djitté 64’ Gaines II 79’ | Marcatori |  |

| Arbitro: | T. Penso |

|                             |           |                  |
| Kreilach 45’ A. Julio 90+5’ | Marcatori | 76’ J. Hernández |

| Arbitro: | A. Villarreal |

|              |           |          |
| Grandsir 19’ | Marcatori | 11’ Fall |

| Arbitro: | V. Rivas |

|                                 |           |            |
| J. Hernández 62’ Kljestan 90+8’ | Marcatori | 72’ Blanco |

| Arbitro: | R. Mendoza |

|  |           |                                               |
|  | Marcatori | 39’ Kljestan 45+1’ (aut.) Valentin 47’ Cabral |

| Arbitro: | B. Toledo |

|                                     |           |                       |
| J. Hernández 65’ (rig.) Lletget 83’ | Marcatori | 30’ Ferreira 41’ Jara |

| Arbitro: | A. Kelly |

|                  |           |  |
| Russell 40’, 82’ | Marcatori |  |

| Arbitro: | J. Dickerson |

|                    |           |                  |
| Ruidíaz 51’ (rig.) | Marcatori | 19’ J. Hernández |

| Arbitro: | K. Stott |

|                                     |           |                                     |
| J. Hernández 51’, 75’ Lletget 45+1’ | Marcatori | 22’ Hunou 34’ Lod 62’ (aut.) Araujo |

## Statistiche

### Statistiche di squadra
| Competizione | Punti | In casa | In casa | In casa | In casa | In casa | In casa | In trasferta | In trasferta | In trasferta | In trasferta | In trasferta | In trasferta | Totale | Totale | Totale | Totale | Totale | Totale |
| Competizione | Punti | G       | V       | N       | P       | Gf      | Gs      | G            | V            | N            | P            | Gf           | Gs           | G      | V      | N      | P      | Gf     | Gs     |
| ------------ | ----- | ------- | ------- | ------- | ------- | ------- | ------- | ------------ | ------------ | ------------ | ------------ | ------------ | ------------ | ------ | ------ | ------ | ------ | ------ | ------ |
| MLS          | 48    | 17      | 8       | 6       | 3       | 31      | 24      | 17           | 5            | 3            | 9            | 19           | 31           | 34     | 13     | 9      | 12     | 49     | 54     |
| Totale       |       | 17      | 8       | 6       | 3       | 31      | 24      | 17           | 5            | 3            | 9            | 19           | 31           | 34     | 13     | 9      | 12     | 49     | 54     |